# Radama I.
Radama I. (Ambohimanga, 1793. – Antananarivo, 27. srpnja 1828.), vladar Kraljevstva Merina od 1810. do 1817. i prvi kralj Ujedinjenog Madagaskara (uspio je ujediniti većinu otoka) koji je vladao od 1817. do svoje smrti 1828. godine.
Imao je dvanaest žena. Jedna od njih, Ramavo, postala je njegova nasljednica nakon njegove neočekivano rane smrti.

## Životopis

### Vladavina
Radama je sa svega 17 godina 1810. naslijedio svog oca Andrianampoinimerinu, na prijestolju države u usponu Kraljevstva Merina na središnjoj visoravni Madagaskara oko grada Antananariva.Njegov otac uspio je proširiti svoje kraljevstvo pokorivši nekoliko plemenskih kneževina, a one su se pobunile na vijest o kraljevoj smrti. Tako je Radama odmah po preuzimanju vlasti krenuo u vojnu kampanju kako bi smirio pobunjene kneževine i učvrstio svoj položaj. Nakon toga je uspješno proširio svoju kraljevinu uz obale Indijskog oceana godine 1817. zauzevši luku Antsirananu, s vojskom od 30 000. vojnika.
Bio je i vješt diplomat, uspješno je lavirao između suparničkih kolonijalnih interesa Velike Britanije i Francuske istodobno otvarajući Madagaskar trgovini s tadašnjim velesilama. Britanci su načelno bili zazanimani preko Madagaskara osigurati sebi put prema Indiji, ali spriječiti Francuze u preuzimanju otoka. Iako su Francuzi bili oslabljeni gubitkom Reuniona i Mauricijusa od Britanaca 1810. godine, Velika Britanija u to doba nije imala dovoljno raspoloživih snaga kako bi zauzela Madagaskar. Tako su se oni zadovoljili savezništvom s Radamom i podržavali njegovu vladavinu jer im je on osiguravao povlašteni trgovački položaj. Britanski guverner Mauricijusa Robert Townsend Farquhar pomogao je kralju oružjem, savjetnicima i novcem. Kao ishod toga potpisan je anglo-merinski sporazum o prijateljstvu 1817 godine. Potpisali su ga vlastitom krvlju Radama i britanski izaslanik satnik Le Sage, a u sklopu tog ugovora bila je i Radamina obveza stati na kraj unosnoj trgovini robljem po Madagaskaru. Ona se i nakon toga nastavila, međutim tajno i u smanjenom obujmu.
Nakon potpisivanja sporazuma uslijedile su velike promjene uz svesrdnu britansku pomoć. Radama je organizirao svoju vladu i pozvao londonsko protestantsko misionarsko društvo (London Missionary Society) pomoći mu organizirati škole i crkve. Društvo je donijelo na Madagaskar tisak i prilagodilo latinicu malgaškom jeziku, zamijenivši dotadašnje pismo sorabe. Škotski misionar iz tog društva James Cameron preveo je Bibliju, postavio temelje obrtu obrade drva, kovina, kože, i pamuka te nadgledao Radamin plan za organizaciju desetaka škola za opismenjavanje.
Uz britansku pomoć Radamina vojska postala je dominantna sila na otoku, tako da je on silom uspio ujediniti otok. Prvo je proširio svoju vlast na južni dio otoka u krajeve plemena Betsileo, a zatim ju je proširio na istočni dio otoka gdje su vladali Sekalave. Godine 1825. zauzeo je francusku koloniju Fort Dauphin na južnom kraju otoka, te tako uspio uspostaviti suverenitet na skoro cijelom otoku. Na svakom novoosvojenom teritoriju svoju upravu gradio je u okviru utvrđenih garnizon a (Rova) po uzoru na izvorni Rova u Antananarivu. Osoblje su bili njegovi suplemenici Merine, koje su zvali voanjo (kikiriki). Ženio se često princezama osvojenih zemalja u cilju učvršćenja svoje vlasti. U doba njegove smrti 1828. godine, samo su pojedini južni dijelovi otoka ostali van njegova nadzora. Tamo su živjela plemena Mahafali, Antandroi i Bare.

### Smrt
Radama je iznenada preminuo 27. srpnja 1828. u svojoj rezidenciji Rovi u Antananarivu.Povijesni izvori su proturječni oko uzroka njegove smrti. Radama je bio sklon ispijanju alkohola te je neposredno prije smrti imao simptome uznapredovalog alkoholizma. Tako mu je zdravlje bilo narušeno. Jedno od objašnjenja je veliki emocionalni pritisak uzrokovan godinama ratovanjai teret stare slave oca kralja Andrianampoinimerine. On je na kraju jednostavno bio žrtva neke bolesti, pošto se žalio na grlobolju. Ipak su se proširile glasine da je njegov leš pronađen s bodežom u grlu, tako da su neki posumnjali da je počinio samoubojstvo u delerium tremens. Drugi su mislili da ga je dala ubiti vlastita žena, buduća kraljica Ranavalona I. Službeno je objavljeno da je umro zbog teškog trovanja.
Radama je pokopan u kamenoj grobnici u palači Rovi u Antananarivu u lijesu od srebra, građenoj u duhu malgaške arhitektonske tradicije. Ta palača je izgorjela 1995. godine.

## Vanjske poveznice
- Precolonial Madagascar history